# Pausa del riscaldamento globale
Per pausa del riscaldamento globale o rallentamento del riscaldamento globale si intende un periodo di cambiamento relativamente breve dell’aumento delle temperature medie globali della superficie terrestre. Nel riscaldamento globale attualmente in corso compaiono diversi periodi della durata di 10-15 anni in cui la temperatura media globale è salita meno rapidamente rispetto ai decenni precedenti. Tali pause (o interruzioni, come le definiscono alcuni) sono comunque più brevi dei periodi di 30 anni in cui si calcola la media classica delle temperature globali.

Scegliendo in modo arbitrario alcuni valori, sembra di trovarsi di fronte ad una vera e propria pausa, mentre il trend del riscaldamento continua.

Le pause del riscaldamento globale hanno portato alcuni ricercatori a dubitare degli attuali modelli climatici riguardanti il riscaldamento globale, ma secondo l'IPCC vi sono comunque vari indicatori climatici che confermano la tendenza al riscaldamento globale nel lungo termine. Per spiegare le cause delle pause del riscaldamento globale a breve termine sono state avanzate diverse ipotesi, tra cui fattori meteorologici come El Niño, fenomeni naturali eccezionali (imponenti eruzioni vulcaniche), variazioni nella temperatura degli oceani dovute all'oscillazione decennale del Pacifico e all'Oscillazione Nord Atlantica e imprecisioni nel rilievo o nell'elaborazione dei dati riguardanti le temperature.

## La pausa del riscaldamento globale dal 1998 al 2013
Una pausa del riscaldamento globale si è verificata nel periodo 1998-2013 e ha avuto molta pubblicità. Nel 1998 si è avuto un anno eccezionalmente caldo a causa di El Niño (che in quell’anno è stato particolarmente forte) e la temperatura media annuale ha raggiunto un valore anomalo rispetto alla continua tendenza degli anni precedenti; le temperature annuali degli anni successivi, tornate alla normalità, hanno dato l'impressione di una pausa nella tendenza al riscaldamento, per cui, nel gennaio 2006, ad alcuni sembrava che il riscaldamento globale si fosse fermato o interrotto. Nell'aprile 2006 lo scienziato scettico Bob Carter ha scritto un articolo sul Daily Telegraph sostenendo che il riscaldamento globale si era fermato. Uno studio del 2009 ha mostrato che i decenni con riscaldamento rallentato o addirittura senza riscaldamento non erano eccezionali. Nel 2011 uno studio ha mostrato che se si teneva conto della variabilità verificatasi in determinati anni a causa di fattori naturali (come El Niño o eruzioni vulcaniche), si riscontrava che nel lungo periodo la tendenza all'aumento della temperatura continuava senza sosta. Altri studi hanno esaminato le possibili cause del rallentamento del riscaldamento globale a breve termine oltre all'influenza di El Niño. Poiché le misurazioni nella parte superiore dell'atmosfera mostrano che la Terra riceve più energia di quanta ne irradia nello spazio, l'energia trattenuta dovrebbe produrre riscaldamento nel sistema climatico terrestre. Dato che le letture della temperatura disponibili sulla superficie terrestre indicavano tassi di aumento del riscaldamento superficiale più lenti rispetto al decennio precedente, è stato ipotizzato che una parte del calore abbia aumentato il riscaldamento degli oceani.
Nel 2013 si è registrato sulla questione un maggiore interesse del pubblico, in vista della pubblicazione del Quinto rapporto di valutazione dell'IPCC. Di fronte alle contestazioni degli scettici, diversi scienziati hanno sottolineato che altri indicatori hanno continuato a mostrare l'aumento del riscaldamento, come l'innalzamento del livello del mare e il declino del ghiaccio marino artico. Nel luglio 2013, gli scienziati del Met Office hanno affermato che la pausa del riscaldamento globale mostrata dalle temperature di superficie non aveva alterato i rischi di un riscaldamento futuro né invalidato la fisica alla base dei modelli climatici: significava solo una riduzione del 10% nella proiezione futura più probabile, quindi "il riscaldamento che avremmo potuto aspettarci entro il 2050 sarebbe ritardato solo di pochi anni". Nello stesso anno, il climatologo Thomas Stocker ha dichiarato che le affermazioni secondo cui i modelli climatici attuali sono da respingere sarebbero giustificate solo se "la temperatura dovesse rimanere costante per i prossimi 20 anni". Nel settembre 2013 è stato pubblicato l'atteso rapporto dell’IPCC; nonostante i timori che un periodo di 15 anni fosse troppo breve per determinare una tendenza significativa, l'IPCC ha incluso nel rapporto un capitolo su una pausa del riscaldamento, che è stata definita come una tendenza lineare al rialzo molto più piccola nei 15 anni compresi dal 1998 al 2012, rispetto ai 60 anni compresi dal 1951 al 2012.
La ricerca riportata nel luglio 2015 su una serie di dati NOAA aggiornata ha messo in dubbio l'esistenza di una pausa e non ha trovato alcuna indicazione di un rallentamento anche negli anni precedenti. Gli scienziati che lavorano su altre serie di dati hanno accolto favorevolmente questo studio, sebbene abbiano espresso l'opinione che la recente tendenza al riscaldamento fosse inferiore rispetto a periodi precedenti della stessa durata. Successivamente, uno studio dettagliato supporta la conclusione che il riscaldamento sta continuando, ma rileva anche che tra il 2001 e il 2010 si è verificato un riscaldamento inferiore rispetto a quanto previsto dai modelli climatici e che questo rallentamento potrebbe essere attribuito a variazioni a breve termine nell'oscillazione decennale del Pacifico (PDO), che è stata negativa durante quel periodo. Un'altra recensione non trova "nessuna prova sostanziale" di una pausa nel riscaldamento globale. Uno studio statistico dei dati sulla temperatura globale dal 1970 conclude che il termine "interruzione" o "pausa" non è giustificato. Alcuni scienziati del clima, tuttavia, hanno messo in dubbio l'affermazione secondo cui la pausa non è supportata da prove, sostenendo che le recenti correzioni nei dati non negano l'esistenza di una pausa.
Indipendentemente da queste discussioni sui dati e sulle misurazioni degli anni precedenti, il 2015 si è rivelato molto più caldo di tutti gli anni precedenti, già prima che iniziassero le manifestazioni di El Niño durante quell'anno. Il calore del 2015 ha in gran parte posto fine a qualsiasi rimanente credibilità scientifica delle affermazioni secondo cui la presunta "interruzione" dal 1998 aveva un significato per la tendenza al riscaldamento a lungo termine e il 2016 è stato anche leggermente più caldo del 2015.
Nel gennaio 2017, uno studio pubblicato sulla rivista Science Advances ha gettato ulteriori dubbi sull'esistenza di una recente pausa, con ulteriori prove che le temperature oceaniche sono state sottovalutate. Uno studio dell'aprile 2017 ha rilevato che i dati sono coerenti con una tendenza al riscaldamento costante a livello globale a partire dagli anni settanta, con fluttuazioni all'interno dell'intervallo previsto di variabilità a breve termine. Bisogna anche considerare che la registrazione strumentale della temperatura non copre l'intero globo: ci sono aree di dati incompleti o mancanti, in particolare nelle regioni polari e in parti dell'Africa. Uno studio congiunto del novembre 2017 condotto da scienziati dell'Università di Fairbanks e dell'Università di Pechino ha scoperto che quando i dati mancanti dell'Artico in rapido riscaldamento sono stati interpolati e inclusi nelle medie della temperatura globale, la cosiddetta pausa del riscaldamento è scomparsa del tutto.